# Rånnavägssjön
Rånnavägssjön är en sjö i Ulricehamns kommun i Västergötland och ingår i Ätrans huvudavrinningsområde. Sjön är 18,3 meter djup, har en yta på 1,21 kvadratkilometer och befinner sig 243,1 meter över havet. Sjön avvattnas av vattendraget Åsarpsån (Getavadån).

## Delavrinningsområde
Rånnavägssjön ingår i det delavrinningsområde (639738-136222) som SMHI kallar för Utloppet av Rånnavägssjön. Avrinningsområdets medelhöjd är 274 meter över havet och ytan är 10,37 kvadratkilometer. Det finns ett delavrinningsområde uppströms, och räknas det in blir den ackumulerade arean 23,78 kvadratkilometer. Åsarpsån (Getavadån) som avvattnar avrinningsområdet har biflödesordning 4, vilket innebär att vattnet flödar genom totalt 4 vattendrag innan det når havet efter 151 kilometer. Avrinningsområdet består mestadels av skog (65 %) och jordbruk (12 %). Avrinningsområdet har 1,21 kvadratkilometer vattenytor vilket ger det en sjöprocent på 11,7 %. Bebyggelsen i området täcker en yta av 0,09 kvadratkilometer eller 1 % av avrinningsområdet.